# Roger Rojas
Roger Fabricio Rojas Lazo (Tegucigalpa, 9 giugno 1990) è un ex calciatore honduregno, di ruolo attaccante.

## Carriera

### Club
Rojas gioca nell'Olimpia dal 2007. Ad aprile 2013, ha segnato il 50º gol nel campionato honduregno, diventando il più giovane calciatore a raggiungere questa cifra e superando il record precedentemente detenuto da Jerry Bengtson, riuscito nell'impresa all'età di 24 anni.

### Nazionale
Rojas ha rappresentato l'Honduras under 20 nel campionato nordamericano Under-20 2009 e alla successiva rassegna mondiale di categoria. Dal 2010 gioca nella nazionale maggiore, per cui ha realizzato 3 reti in 19 presenze ed è stato convocato per la Gold Cup 2013.

## Palmarès

### Club

#### Competizioni internazionali
- CONCACAF League: 1

Olimpia: 2017